# Fuipiano Valle Imagna
Fuipiano Valle Imagna es una localidad y comune italiana de la provincia de Bérgamo, región de Lombardía, con 240 habitantes.

## Evolución demográfica
| Gráfica de evolución demográfica de Fuipiano Valle Imagna entre 1861 y 2001 |
|                                                                             |
| Fuente ISTAT - elaboración gráfica de Wikipedia                             |